# Бальк, Зигмунт
Зигмунт Бальк (пол. Zygmunt Balk; 1873-1941) — польский театральный художник и сценограф еврейского происхождения.

## Биография
Зигмунт Бальк родился 14 июля 1873 года в городе Львове, тогда входившем в Австро-Венгерскую империю (ныне — территория Украины). Обучение художественному ремеслу проходил в Школе художественных ремёсел в сценографических мастерских во Львове под руководством Яна Дюллена. Позднее учился также в Вене под руководством Германа Бурхардта) и в Германии.
С 1895 года работал в Скарбковском театре во Львове, сотрудничал также с еврейскими театрами Львова и Станислава. В 1913 году Бальк был отмечен Золотой медалью на Международной выставке сценографии в Риме за сценический проект к операм Рихарда Вагнера.
Зигмунт Бальк активно работал в жанре декоративной живописи, написал медальоны с портретами польских музыкантов в помещении Львовской Филармонии, создал росписи в здании Львовского железнодорожного театра. В 1908—1909 годах совместно с Феликсом Выгрживальским Бальк работал над живописными панно в здании Львовской торгово-промышленной палаты, которые дошли до наших дней. Росписи работы Балька сохранились и в здании Львовской школы № 6.
В январе 1928 года в Большом городском театре Львова состоялась премьера оперы Е. Д. Альберта «Голем», художником-оформителем которой являлся Зигмунт Бальк. Осенью 1939 года в новом еврейском театре на нынешней улице Гнатюка он делал сценографию к спектаклю «Без вины виноватые» по одноимённому произведению А. Н. Островского. В октябре 1940 года Бальк выступил сценографом спектаклей «Йоселе», «Сиротка Хася», «Сестры».
Начало Великой Отечественной войны встретил во Львове. Как еврей, Бальк был помещён во Львовское гетто, где и погиб осенью 1941 года. Его сын Генрих — поэт и журналист — погиб там же в 1942 году.